# Puente sobre el río Irpín
El puente sobre el río Irpín (en ucraniano: Мостовий перехід через річку Ірпінь) es uno de los puentes sobre el río Irpín, en el punto de unión de las ciudades de Bucha, Irpín y Jostómel del óblast de Kiev, Ucrania. 

## Geografía
El puente que cruza el río Irpin en la autopista internacional M07 Kiev-Kóvel-Yagodin, que se prolonga hacia Lublin y Varsovia. 

## Historia
El puente anterior fue construido en 1958-1959. En ese momento, el ancho del puente alcanzaba los 7 metros.
En 2010 se completó la reconstrucción de su capital. El 9 de septiembre de 2010 se inauguró un nuevo puente reconstruido. El proyecto de reparación capital del puente fue elaborado por el instituto de SE "Ukrdiprodor", y los trabajos de reparación y construcción fueron realizados por CJSC "MBU-3", Kiev.
El 25 de febrero de 2022, durante las batallas por Kiev durante la invasión rusa de Ucrania, el alcalde de Irpín, Oleksandr Markushín, informó que los puentes sobre el río Irpín en la autopista Novoirpin, en Jostómel en la autopista de Varsovia, y en Demídiv fueron volados. En octubre de 2022, la empresa Balbek Bureau presentó el concepto de un complejo histórico y arquitectónico conmemorativo alrededor del puente destruido cerca de Irpín de nombre "Fractura abierta". En febrero de 2024, se terminó la restauración del puente, devolviéndole su capacidad anterior.

## Estructura
El puente tiene una longitud de 140 metros, ancho de 9,5 metros y sus principales parámetros cumplen con los requisitos de una carretera de primera categoría con dos carriles por sentido. Dado que el puente está ubicado en el territorio de la ciudad de Hostómel, cuenta con acera e iluminación.
Durante la reparación capital del puente, se utilizaron estructuras y materiales modernos y duraderos.
La intensidad del tráfico a través del puente es de más de 25 000 coches al día.